# Dendrobium wardianum
Dendrobium wardianum là một loài thực vật có hoa trong họ Lan. Loài này được R.Warner mô tả khoa học đầu tiên năm 1863.

## Hình ảnh

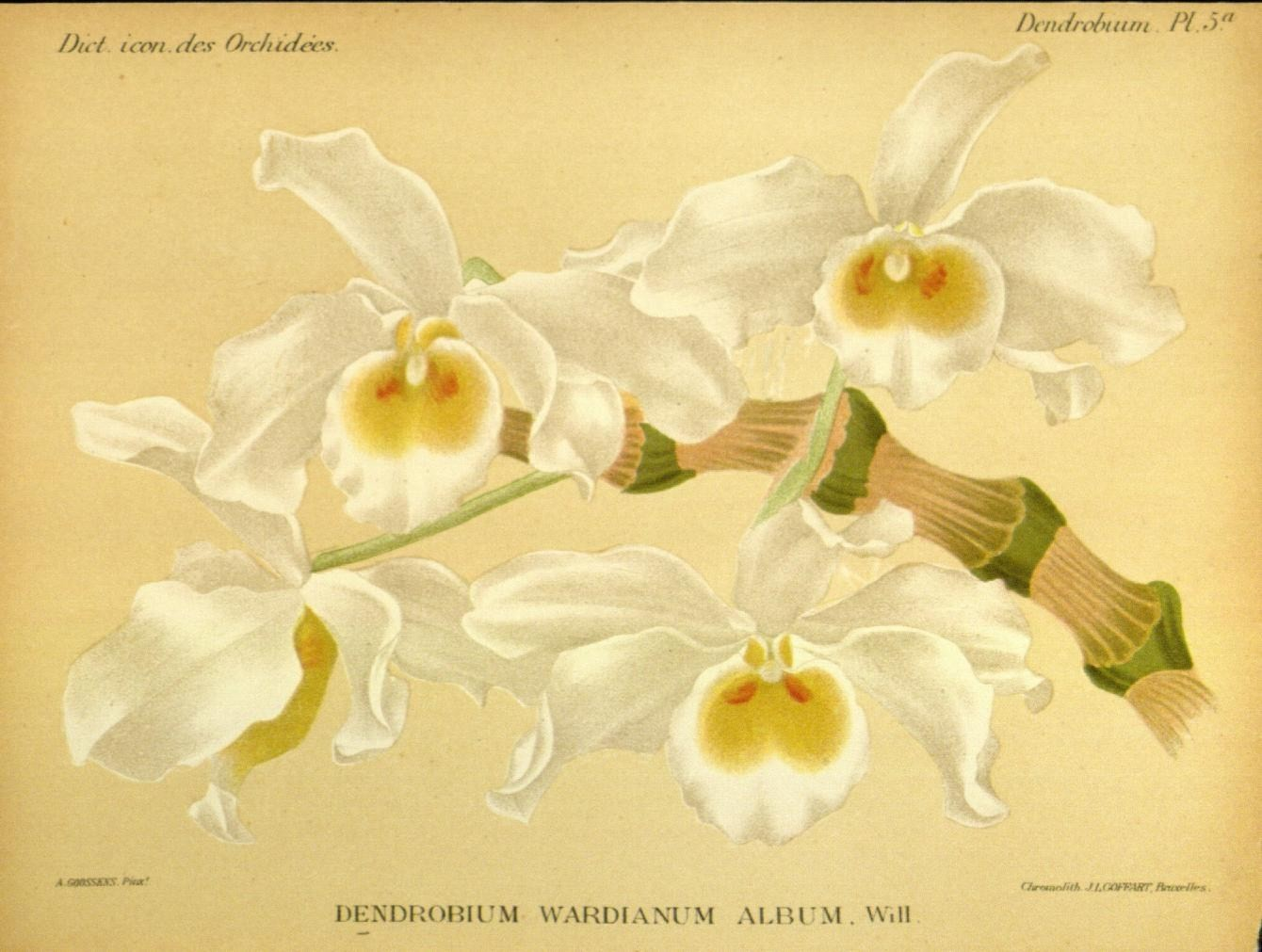
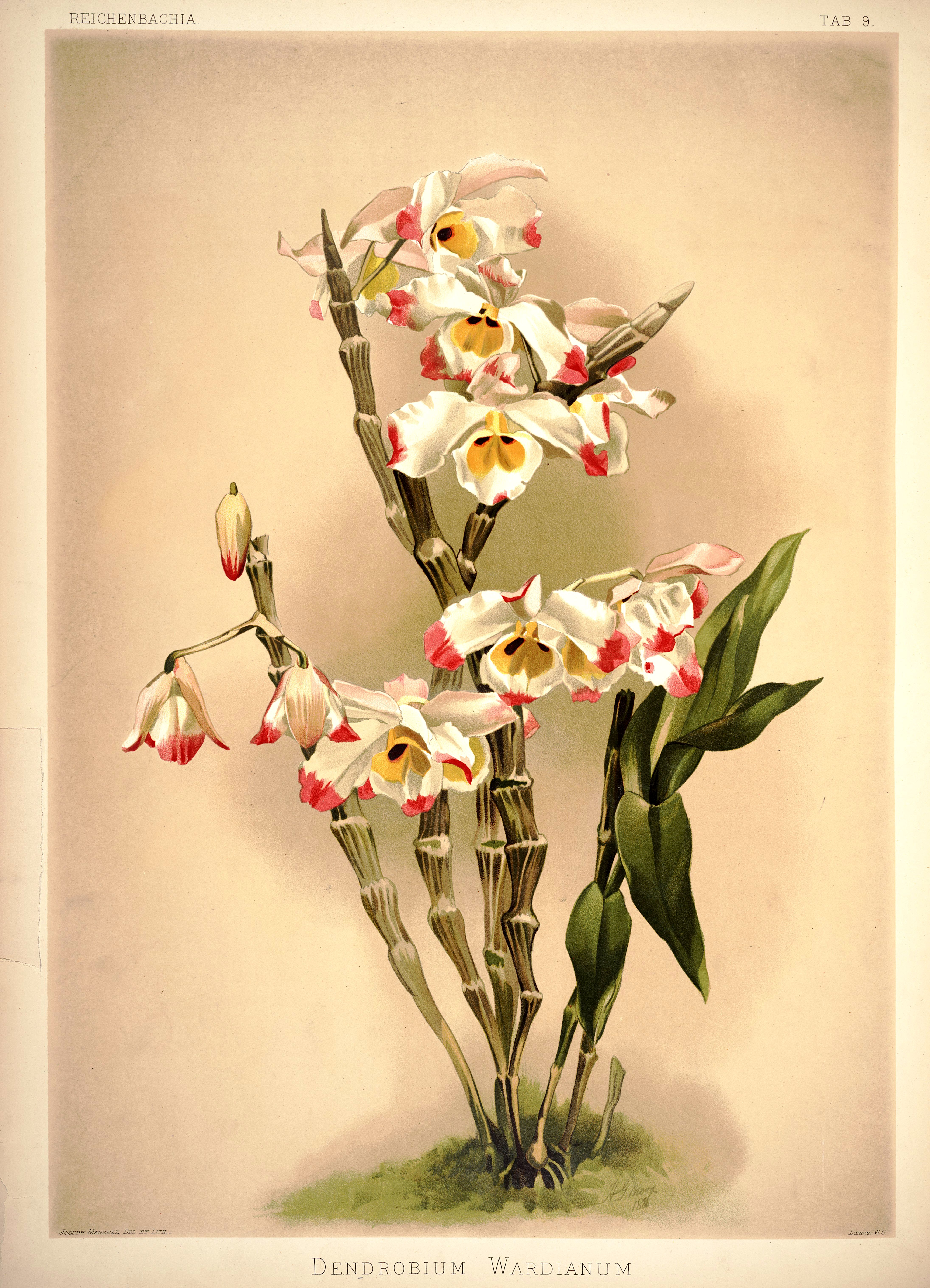